# Benedictum
Benedictum – amerykański zespół grający heavy metal. Powstał w San Diego z inicjatywy Veronici Freeman i Pete'a Wellsa. 

## Muzycy
- Veronica Freeman - śpiew
- Pete Wells - gitara
- Jesse Wright - gitara basowa
- Paul Courtois - perkusja
- Chris Morgan - instrumenty klawiszowe

### Gościnnie
- Jeff Pilson (ex-Dio, Dokken) - gitara
- Craig Goldy - gitara
- Jimmy Bain (ex-Rainbow, Dio) - gitara basowa (The Mob Rules)

## Dyskografia
- Uncreation (2006)
- Seasons Of Tragedy (2008)
- Dominion (2011)